# Eerste Boerenoorlog
De Eerste Boerenoorlog (1880 - 1881), ook bekend als de Eerste Vrijheidsoorlog, was een oorlog tussen de Nederlandstalige Boeren van de Zuid-Afrikaansche Republiek (Transvaal) enerzijds, en het Britse Rijk anderzijds.
Het conflict gold als een onafhankelijkheidsoorlog voor Transvaal nadat het in 1877 door het Verenigd Koninkrijk werd geannexeerd. De eenvoudige overwinning van de Boeren verzekerde de onafhankelijkheid van Transvaal tot de veel grotere Tweede Boerenoorlog van 1899 tot 1902.

## Voorgeschiedenis

### Annexatie
De Britse plannen van gouverneur Carnarvon voor een federatie van staten van Europese kolonisten in zuidelijk Afrika waren doodgelopen. Na berichten dat de Boeren van Transvaal een nederlaag hadden geleden tegen het inheemse Pedi volk en hun leider Sekhukhune, besloot Carnarvon Transvaal te annexeren. Hij stuurde Theophilus Shepstone als Special Commissioner in 1877 naar Pretoria. Op 12 april proclameerde deze op het Kerkplein in Pretoria de annexatie. Naar eigen zeggen nam de Britse regering het bestuur van de Boerenrepubliek over om de bescherming van haar inwoners tegen de oorspronkelijke bevolking te garanderen, iets waartoe de vrijwel failliete Boerenregering van president Thomas François Burgers niet in staat zou zijn.
De regering van Transvaal protesteerde, maar liet zich, met uitzondering van vicepresident Paul Kruger, omkopen door de Britten. De Volksraad, het parlement van Transvaal, stuurde Kruger naar Londen om bij de Britse regering-Disraeli tegen de annexatie te pleiten.
De Britten slaagden erin de Zoeloes te verslaan bij Ulundi, al leden ze een nederlaag bij Isandlwana. Het bewind over Transvaal leverde de Britse regering echter niets op, daar de staatsbegroting bleef kampen met een tekort. Op 10 mei 1880 opende de opvolger van Shepstone, Garnet Wolseley, de eerste bijeenkomst van de nieuwe wetgevende vergadering, waarin uitsluitend de Britse gemeenschap van Transvaal vertegenwoordigd was.
Kruger pleitte bij de nieuwe Britse regering-Gladstone opnieuw voor terugdraaien van de annexatie. Gladstones antwoord - in strijd met zijn verkiezingsbelofte in Engeland - luidde dat hij koningin Victoria niet kon adviseren haar suzereiniteit over Transvaal af te staan.

### Verzet

#### Incident Bezuidenhout
Het kostte Paul Kruger vier jaar om de Boeren zo ver te krijgen dat ze zich verenigd tegen de Britse heerschappij keerden. Hij organiseerde massale protestbijeenkomsten te Doornfontein (1878) en tweemaal te Wonderfontein (10 december 1879) bij Potchefstroom.
In november 1880 leidde de belastingheffing door het Britse bestuur in Transvaal tot een incident dat een aanleiding werd voor de oorlog. De Potchefstroomse veldkornet P.L. (Piet) Bezuidenhout - een naamgenoot van de opstandeling die in 1815 in Slachtersnek in de Kaap werd gedood door de Engelsen - weigerde belasting te betalen. Hierop namen Britse belastingambtenaren zijn ossewa in beslag om deze in Potchefstroom in het openbaar te veilen.
Tijdens de veiling kwamen zo'n honderd gewapende Boeren onder leiding van generaal Piet Cronjé opdagen die de baljuw en de afslager van de wagen afzetten en de ossewa terug naar Bezuidenhouts boerderij brachten. Cronjé stuurde Bezuidenhout naar Paul Krugers boerderij Boekenhoutfontein in het district Rustenburg om de opstand tegen de Britten in Potchefstroom te leiden.

#### Paardekraal
Het protest te Paardekraal (later Krugersdorp geheten) bij Rustenburg op 10 december 1880 met tienduizend aanwezigen was de grootste bijeenkomst. De vergadering besloot toen dat de republiek moest worden hersteld. De vierkleur werd gehesen en alle aanwezigen legden een steen op een hoop. Op zondag hield de vergadering een kerkdienst in de open lucht. Een driemanschap van vicepresident Kruger, de bejaarde ex-president Marthinus Pretorius en de onervaren commandant-generaal Piet Joubert nam de leiding. Een onafhankelijkheidsverklaring werd opgesteld en verspreid. Op 16 december 1880, Dingaansdag, werd te Heidelberg de republiek uitgeroepen.

## De oorlog

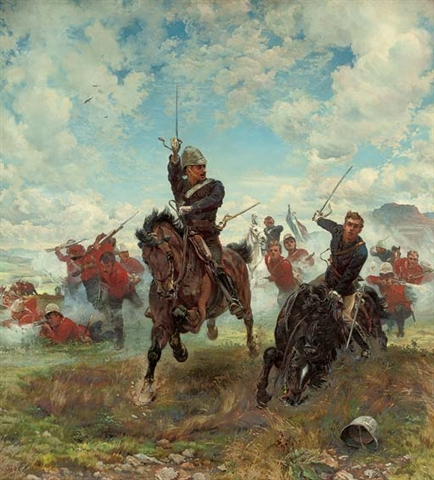
Britse charge bij Laingsnek

### Vier veldslagen kende de Eerste Boerenoorlog
- de Slag bij Bronkhorstspruit (20 december 1880)
- de Slag bij Laingsnek (28 januari 1881)
- de Slag bij Ingogo (8 februari 1881)
- de Slag bij Majuba (27 februari 1881)

De Boeren belegerden de Britse garnizoenen in Pretoria, Potchefstroom en Lydenburg. Op 20 december 1880 versloeg een Boerencommando onder Frans Joubert twee compagnieën van het Engelse 94e regiment - 9 officieren en 248 manschappen - in de Slag bij Bronkhorstspruit. De buitgemaakte wapens en munitie kwamen de Boeren goed van pas. De Britse generaal Colley en zijn troepen werden op 28 januari in de Slag bij Laingsnek en op 7 februari in de Slag bij Ingogo, eveneens met zware verliezen door kleine groepen Boeren teruggedreven.
De Boeren droegen geen uniform maar hun normale onopvallende kleren, die sterk contrasteerden met het heldere rood van de Britse uniformen. Doordat de Engelsen opvielen in het landschap waren ze vaak een gemakkelijk doelwit voor de Boerse sluipschutters.
Colley kreeg van de Britse regering opdracht de Boeren een wapenstilstand aan te bieden. Hij deed dat in de vorm van een ultimatum van 48 uur. Deze termijn was waarschijnlijk opzettelijk zo kort gehouden omdat Colley dacht dat hij de Boeren toch nog kon verslaan nadat ze niet in staat waren op zo'n korte termijn te reageren.

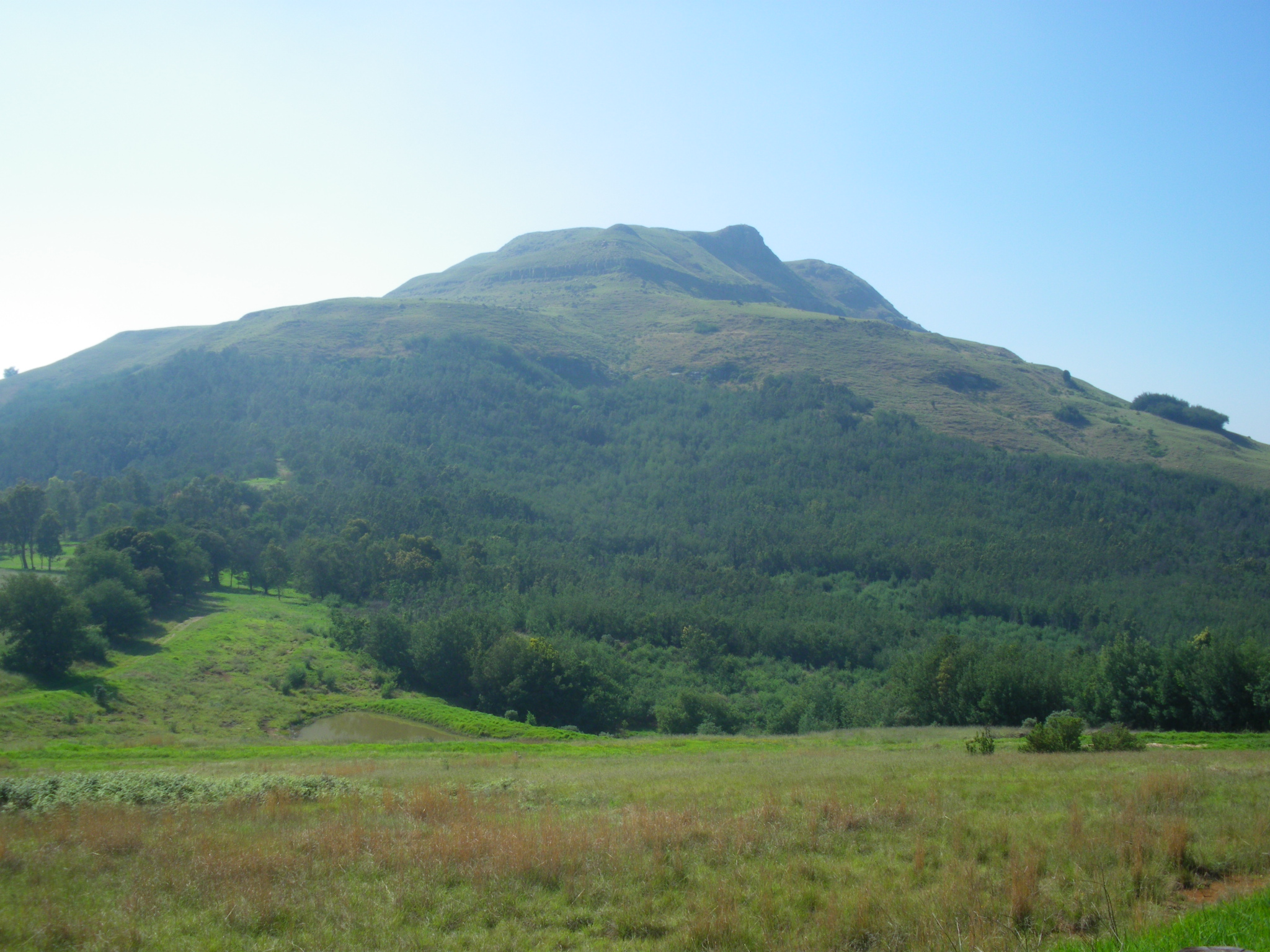
De heuvel van Majuba

Generaal Colley bezette in de nacht van 26 februari 1881 met 600 man de strategische tafelberg Majuba (600 m) op de flank van de positie van het Boerenleger bij Laing's Nek. De Britten lieten na verdedigingslinies te graven langs de top. Aan de Boerenkant begreep commandant-generaal Piet Joubert dat zijn positie onder de Majuba onhoudbaar zou worden als deze niet onmiddellijk werd veroverd. Samen met generaal Nicolaas Jacobus Smit en een paar honderd man lukte het hem de Britse troepen op de top te verslaan, Colley kwam daarbij om. Later, tijdens de Tweede Boerenoorlog, zouden de Britten de strijdkreet "Remember Majuba!" gebruiken.
De tactiek van schieten en verplaatsen waarmee Majuba werd veroverd was een militair novum. Voor het eerst werd de machtigste mogendheid ter wereld door kleine legers verslagen. Bij Laing's Nek pasten de Boeren de tactiek van de loopgraaf toe, waarmee zij ook in de Tweede Boerenoorlog veel succes hadden.

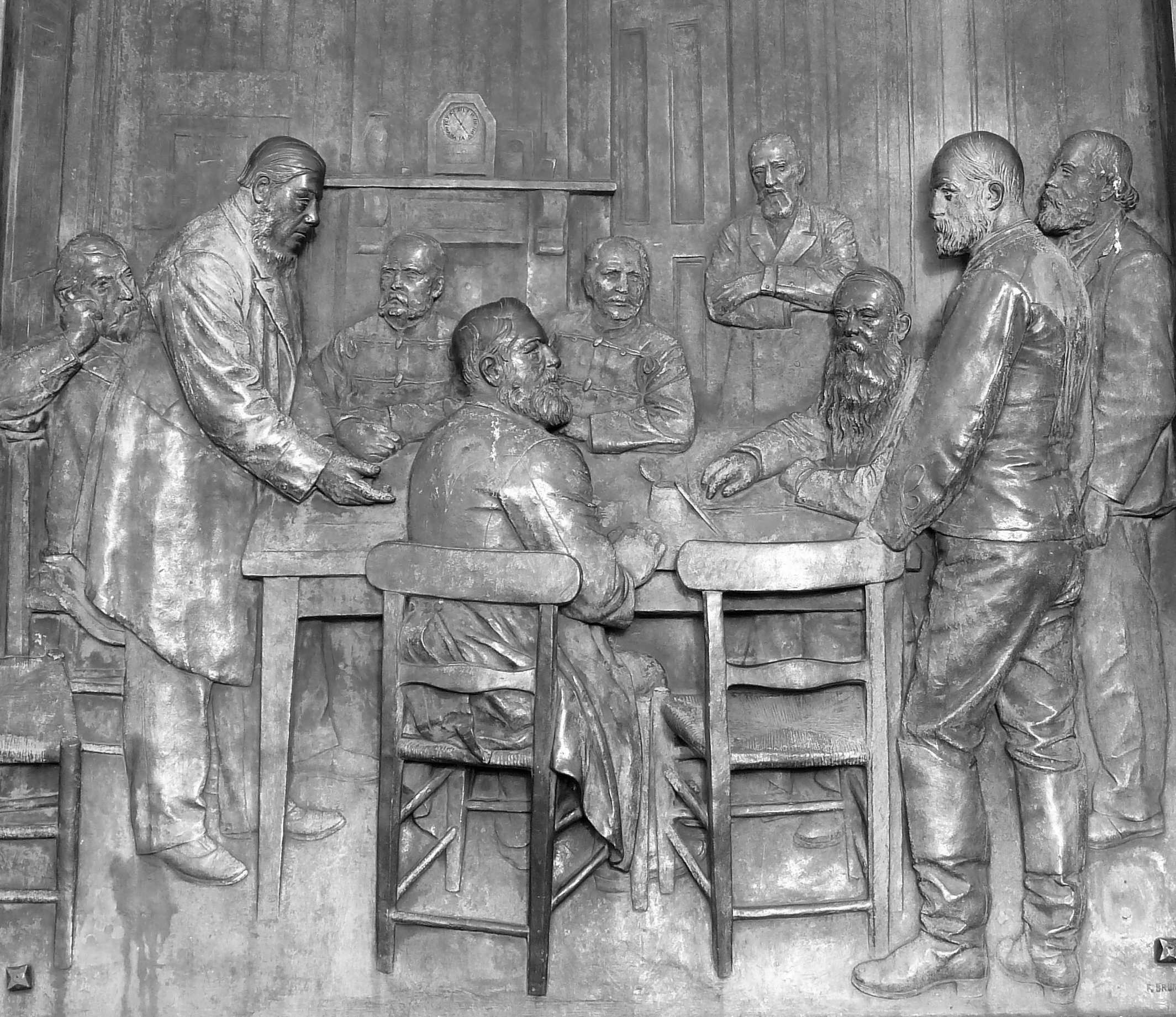
Paul Kruger (links) in onderhandeling voor het vredesverdrag in maart 1881, reliëf op het Standbeeld van Paul Kruger, Pretoria

## Verdragen
Voorlopige vredesvoorwaarden werden op 23 maart ondertekend in de boerderij van O'Neill, waar de gewonden van Majuba waren opgevangen.
Op 3 augustus 1881 werd de Conventie van Pretoria getekend. Engeland erkende de onafhankelijkheid van Transvaal binnen de toenmalige grenzen. Verdere expansie werd verboden. De Zuid-Afrikaansche Republiek erkende de suzereiniteit van de Engelsen en Pretoria zou een Britse resident krijgen. Deze suzereiniteit was een compromisterm. Volgens de Engelse premier Gladstone betekende die, dat Engeland de buitenlandse politiek van Transvaal en de bescherming van de inheemse bevolking zou regelen.
De Boeren waren ontevreden. Nadat Kruger in 1883 president van de ZAR was geworden, ging hij naar Londen voor een nieuw verdrag. De Conventie van Londen van 27 februari 1884 erkende volledige onafhankelijkheid van Transvaal. De Britse resident werd uit Pretoria teruggetrokken. De ZAR stond de gebieden Stellaland en Goschen of Goosen af op de grens van Transvaal en Bechuanaland, die voor de Britten van belang waren als verbinding van de Kaapkolonie met het noorden.